# Artur Santos Silva (pai)
Artur Morgado Ferreira dos Santos Silva ComL (Porto, 5 de abril de 1910 — 7 de junho de 1980) foi um advogado e político português.

## Biografia
Filho do médico e político republicano Eduardo Santos Silva, Nasceu em 5 de abril de 1910. Estudou na Faculdade de Direito da Universidade de Coimbra e na Faculdade de Direito da Universidade de Lisboa, onde se licenciou em Direito.
Advogado no Porto, distinguiu-se como causídico no Norte de Portugal. Foi iniciado na Maçonaria, na Loja A Revolta, em Coimbra, afecta ao Grande Oriente Lusitano, adoptando o nome simbólico de «Camille Desmoulins», em data desconhecida de 1928, transitando, depois em 1930, para a Loja Rebeldia, de Lisboa.
Casou em 1938 com Alda de Oliveira Brochado (Felgueiras, 1912 - 3 de Dezembro de 2008), filha de Joaquim de Oliveira e de sua mulher Guiomar Brochado, de quem teve duas filhas e dois filhos: Alda de Oliveira dos Santos Silva (1939), casada com o Engenheiro Fernando de Almeida Saavedra, filho de Alberto Saavedra e de sua mulher Maria Margarida Camossa de Saldanha Nunes de Almeida, neta materna do 1.º Visconde de Albergaria de Souto Redondo, o jurista e banqueiro Artur Santos Silva, Isabel Maria de Oliveira dos Santos Silva (1942), casada com Luís Manuel de Carvalho Teles de Abreu(1940-2016) de quem teve três filhas, e Eduardo Brochado dos Santos Silva (1946 - 1970), casado com Isabel Simões de Moura, de quem teve uma filha, Bárbara Santos Silva.
Democrata, participou activamente em vários movimentos de contestação ao Estado Novo, tendo sido candidato a Deputado em 1957.
Colaborou no órgão oposicionista "República".
Foi fundador do Núcleo de Doutrina e Acção Socialista e activista na campanha presidencial de Humberto Delgado, de quem era amigo pessoal.
Foi um dos primeiros militantes do Partido Popular Democrático (hoje PSD), e contribuiu para a sedimentação da identidade republicana, laica e social-democrata dentro do partido, com Miguel Veiga, Mário Montalvão Machado e Francisco Sá Carneiro. Os republicanos do Porto, personificados, de modo substancial e simbólico, na família Santos Silva, do Porto, foram, em parte, o cadinho onde se gerou o PSD, no temperamento republicano e laico de Dionísio Santos Silva e Eduardo Santos Silva, legados a Artur Santos Silva (pai).
Faleceu em 7 de junho de 1980.
A 30 de junho de 1980, foi agraciado, a título póstumo, com o grau de comendador da Ordem da Liberdade.
Conforme escreveu Miguel Veiga no seu elogio fúnebre: 
«Artur entendia a barra como uma extensão natural da sua grande paixão: a política. Durante todos os 38 anos que a ditadura durou, conspirou sem descanso para a derrubar. Em Dezembro de 1942 vemo-lo ao lado de José e Vitorino Magalhães Godinho, Gustavo Soromenho, António Macedo, Mário Cal Brandão, Paulo Quintela e Teixeira Ribeiro (de quem o seu filho Artur haveria de ser assistente) a fundar o Núcleo de Doutrina e Acção Socialista. Em 1958 encontramo-lo a embarcar com Artur Andrade no comboio para ir a Lisboa convidar Humberto Delgado para se candidatar à Presidência da República. Três anos depois, dá uma mão ao velho general, que andava fugido da polícia, escondendo-o em casa de um amigo. E assim continuou até que, a seguir ao 25 de Abril, ele e o seu grupo (Artur Andrade, Emídio Guerreiro, José Augusto Seabra, Artur Cunha Leal, Olívio França, Nuno Rodrigues dos Santos) aderem ao PPD.(…) Artur Santos Silva podia dizer com a legitimidade e propriedade do clássico: 'Eu, moralmente é que tenho as minhas elegâncias'. Todos aqueles que o conheceram convergiam nessa homenagem: 'É uma daquelas pessoas que nunca mais se esquece.'»
«E, por fim, apelo ao fraterno irmão que não tive, Artur Santos Silva, que, na linhagem magnífica e exemplar de seu avô Eduardo e de seu pai Artur (Artur Santos Silva (pai)) (a quem eu próprio tratava por Pai Artur tanto eram por ele o meu afecto e tamanha a minha admiração) caminha o caminho caminhado pelos seus, o da mais alta e recta cidadania, da probidade e inteireza do carácter, da coragem moral na demanda dos valores da República, das liberdades e da democracia.» 